# Gellingen
Gellingen (Frans: Ghislenghien, Picardisch: Guilinguin, Waals: Guilinguî) is een dorp in de Belgische provincie Henegouwen en een deelgemeente van Aat.

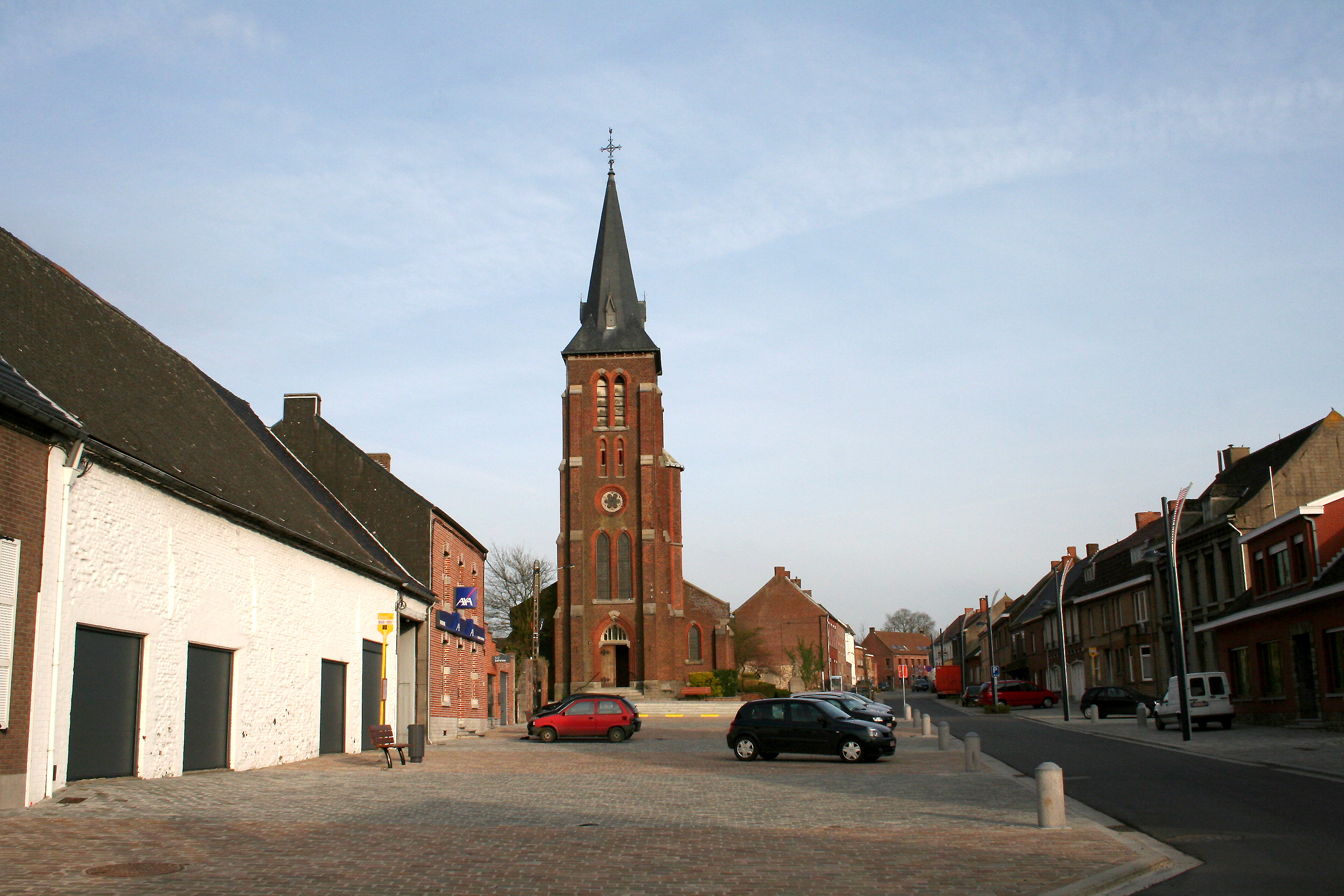
Dorpscentrum

Het dorp is ongeveer 40 kilometer ten zuidwesten van Brussel gelegen, dicht bij de snelweg E429 (A8) Brussel – Rijsel. Naast de stad Aat in het zuidwesten zijn de in de buurt gelegen plaatsen Opzullik en Edingen in het oosten, Lessen in het noorden en iets noordelijker Geraardsbergen in de provincie Oost-Vlaanderen.
Het dorp was een zelfstandige gemeente, die na de gemeentelijke herindeling in 1977 samen met een aantal andere toegevoegd werd aan de gemeente Aat.

## Bezienswaardigheden
- De Sint-Jan-Evangelistkerk (Église Saint-Jean l'Evangéliste) is een neogotisch kerkgebouw van 1906-1907. De kerk bezit een 16e-eeuws gotisch doopvont.
- De Benedictinessenabdij werd gesticht in 1126. Tussen 1746 en 1780 herbouwd. Tijdens de Franse Revolutie gesloten en vrijwel geheel gesloopt. Slechts een gebouw van 1743 bleef bewaard.

## Natuur en landschap
Ghislenghien heeft een bedrijventerrein. In het noorden loopt de Zulle in westelijke richting. De Ruisseau de Buissenal komt uit het zuiden en vloeit in de Zulle. De hoogte aan de kerk bedraagt 42 meter. Ghislenghien ligt op een knooppunt van wegen.

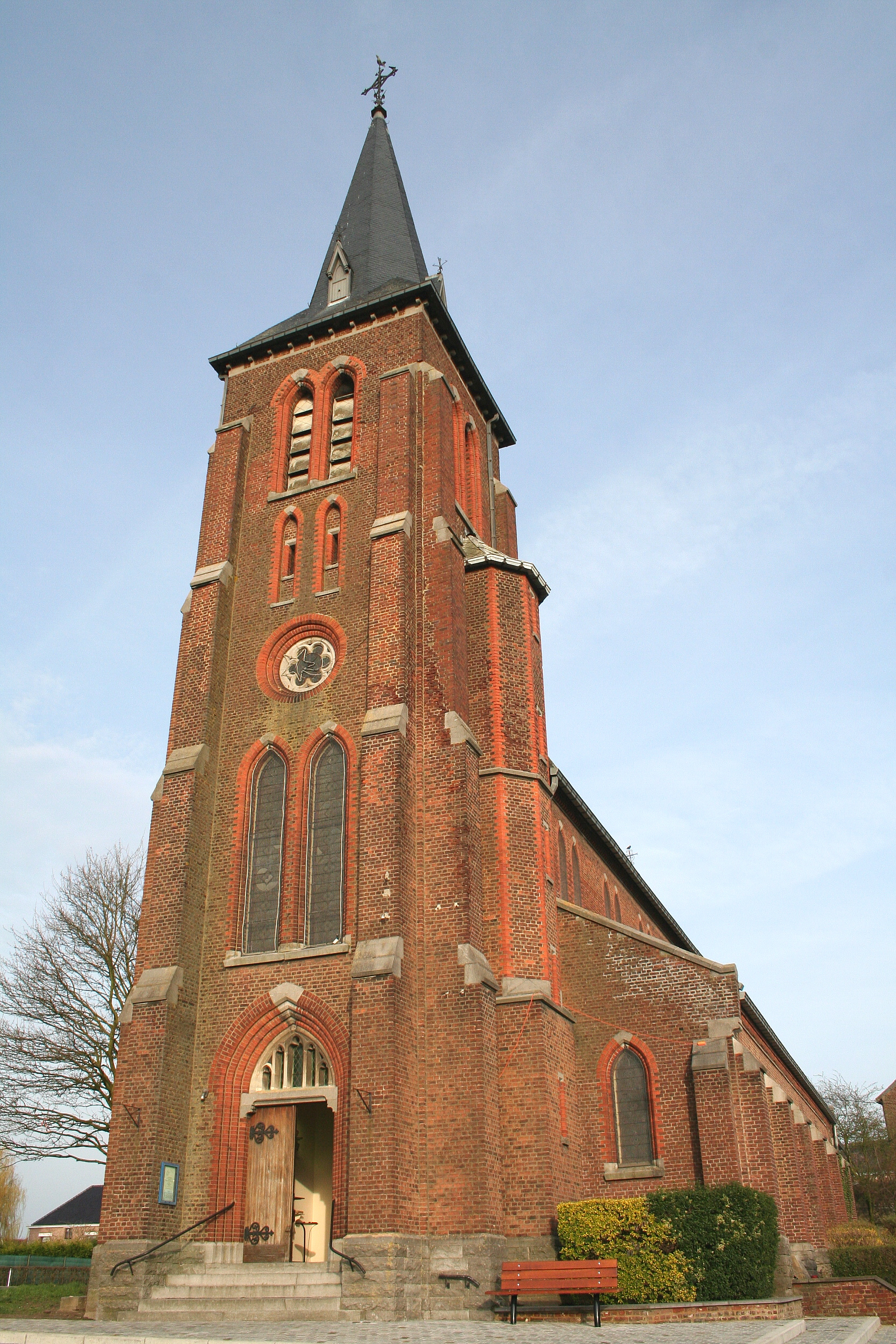
Sint-Janskerk (1906)

## Demografische ontwikkeling
- Bronnen:NIS, Opm:1831 tot en met 1970=volkstellingen, 1976= inwoneraantal op 31 december

## Gasexplosie
In Gellingen vond op 30 juli 2004 een zware gasexplosie plaats, waarbij 24 mensen de dood vonden en 132 gewonden vielen. De explosie was een van de zwaarste uit de Belgische geschiedenis. Drie dagen na de ramp was er een nationale rouwdag. Duizenden brandweerlieden uit heel het land bezochten Gellingen, aangezien vijf van hun collega's tot de dodelijke slachtoffers van de ramp behoorden. Van de zwaargewonden overleden er later nog zes, wat de balans uiteindelijk op 24 slachtoffers bracht.
Op 8 september 2004 was de gasleiding hersteld en werd onder druk gezet. Ondertussen nam de regering maatregelen om de slachtoffers zonder verzekering financieel hulp te bieden (meestal toevallige voorbijgangers). Onder enige druk kwamen de verzekeraars met 1,2 miljoen en Fluxys (de uitbater van de gasleiding) met 1 miljoen euro over de brug.
In juli 2005 werd een gedenkmonument onthuld op de plaats van de explosie.

## Nabijgelegen kernen
Meslin-l'Évêque, Woelingen, Hellebecq, Gibecq
Deelgemeenten: Aat · Arbre · Bouvignies · Gellingen · Gibecq · Houtaing · Irchonwelz · Isières · Lanquesaint · Ligne · Maffle · Mainvault · Meslin-l'Évêque · Moulbaix · Ormeignies · Ostiches · Rebaix · Villers-Notre-Dame · Villers-Saint-Amand

Andere dorpen en gehuchten: Autreppe

Belgische gemeenten · Arrondissement Aat · Henegouwen · Wallonië